# Copidosoma ancharus
Copidosoma ancharus är en stekelart som först beskrevs av Walker 1837.  Copidosoma ancharus ingår i släktet Copidosoma och familjen sköldlussteklar. Arten är reproducerande i Sverige. Inga underarter finns listade i Catalogue of Life.